# میرکو مارتوچی
میرکو مارتوچی (انگلیسی: Mirko Martucci؛ زادهٔ ۱۹ فوریهٔ ۱۹۸۸) بازیکن فوتبال اهل ایتالیا است.
از باشگاه‌هایی که در آن بازی کرده‌است می‌توان به باشگاه فوتبال جنوآ، باشگاه فوتبال کوزنتسا کالچو، باشگاه فوتبال آلساندریا، و باشگاه فوتبال اسپال اشاره کرد.